# 弗里堡 (弗里堡州)

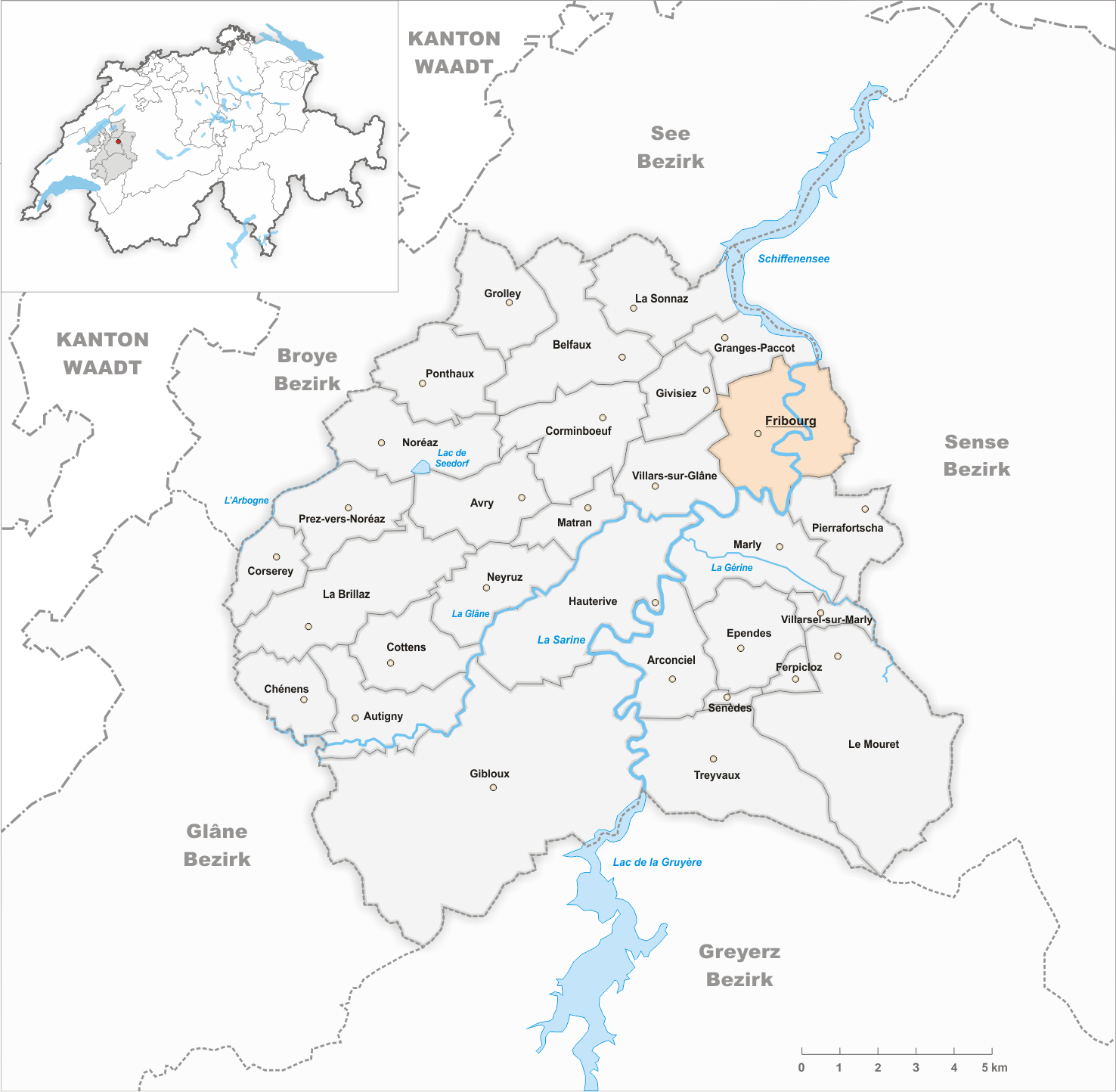
弗里堡市地图

弗里堡（法語：Fribourg；德語：Freiburg，全称Freiburg im Üechtland，意为“于希特兰的弗赖堡”）是瑞士弗里堡州的首府，面積9.32平方公里，人口33418（2006年12月31日）。弗里堡位于瑞士德語區和法語區的交界處，63.6%的人說法語，21.2%的人說德語，3.8%的人說意大利語。
弗里堡大學位於城內。

## 历史
弗里堡于1157年由柴林根的贝特霍尔德四世建立。他的儿子贝特霍尔德五世则建立了伯尔尼。因此两个城市带有一定的“亲缘竞争”关系。弗里堡的名字与德国的弗莱堡类似，都是自由（Frei）与堡垒（Burg）的组合，意味着来自创建者赋予的自由权利。这座位于萨讷河前端半岛上面的城市易守难攻，显然有助柴林根家族保护和加强他在瑞士高原上面的权力和地位。
1218年柴林根家族断绝，弗里堡由基堡家族统治。1277年安妮·德·基堡将这座城市卖给了鲁道夫·德·哈布斯堡的儿子，从此开始了哈布斯堡家族的统治。弗里堡市民则在不断谋求自治权。1339年，弗里堡与哈布斯堡王朝联手对抗伯尔尼等瑞士邦联成员。
1452年，弗里堡被割让给了萨伏依公国。通过1477年结束的勃艮第战争，这座城市几乎已经完全独立，1478年获得帝国自由城的地位，在1481年，弗里堡正式加入瑞士邦联。
中世纪，弗里堡是猎巫运动的重灾区。
宗教改革期间，因为弗里堡仍然坚持天主教信仰，因此与信仰新教的伯尔尼再次发生冲突。1613年洛桑主教从勃艮第流亡到弗里堡。
1627年，弗里堡市内贵族联合起草了一部新宪法，宣布了他们是唯一能统治城市的人，剥夺了绝大多数市民的选举权，进一步强化了中世纪以来的寡头统治。弗里堡作为一个说法语的天主教城市，与法国王室保持密切的联系，并且提供大量人员给法国国王的瑞士卫队（法国）。
法国大革命爆发后，至少有3700名法国宗教人士和贵族流亡到了弗里堡，试图压制当地的革命活动。最后不少人选择永久定居在这座城市。1798年，法国入侵瑞士导致贵族统治的崩溃，在拿破仑《调解法》的主导下弗里堡市与州进行行政分离，弗里堡成为弗里堡州的首府。
19世纪初，有数百名弗里堡的移民到达巴西，并建立了新弗里堡市。1814年拿破仑失败，贵族们重夺弗里堡统治权并延续到了1830年。1845年，弗里堡加入“独立联盟”并在1847年开启独立联盟战争，最终弗里堡选择向瑞士联邦投降。新的州宪法确保了每个公民的选举权。
19世纪末，由于火车和大学的创建，弗里堡的人口开始大规模增长。在附近的A12高速公路通车后，弗里堡也获得了更多的经济效益。

## 地理
弗里堡海拔581米（老城区），在伯尔尼西南方向28千米。它位于瑞士高原上，被附近的Sarine河穿过并深入磨砾层中。老城区只有约100米宽，坐落在一座山上，比紧挨着的谷底高出40米。城市的大部分都位于高原或高山上，海拔平均620米。
弗里堡主教座堂是天主教洛桑、日内瓦暨弗里堡教区的主教座堂，为该市的地标。

## 政治
弗里堡市议会（法语：Conseil communal de la Ville de Fribourg，德语: Gemeinderat）为弗里堡的行政管理机构，同时也是一个合议机构，由五名议员组成。每名议员同时主持一个由多部门和相关委员会组成的理事会。行政部门的理事长就任为弗里堡市市长。
市议会组成（2021年至2026年）
市长：蒂埃里·斯泰尔特（社会民主党）
副市长：劳伦特·迪特里希（基督教民主人民党）
安德里亚·布尔根那·沃弗雷（社会民主党）
皮埃尔-奥利维耶·诺布斯（基督教社会党）
米尔让·巴尔梅尔（绿党）

## 体育
弗里堡-哥特隆冰球俱乐部（冰球）
弗里堡奥林匹克（篮球）
弗里堡FC（足球）

## 友好城市

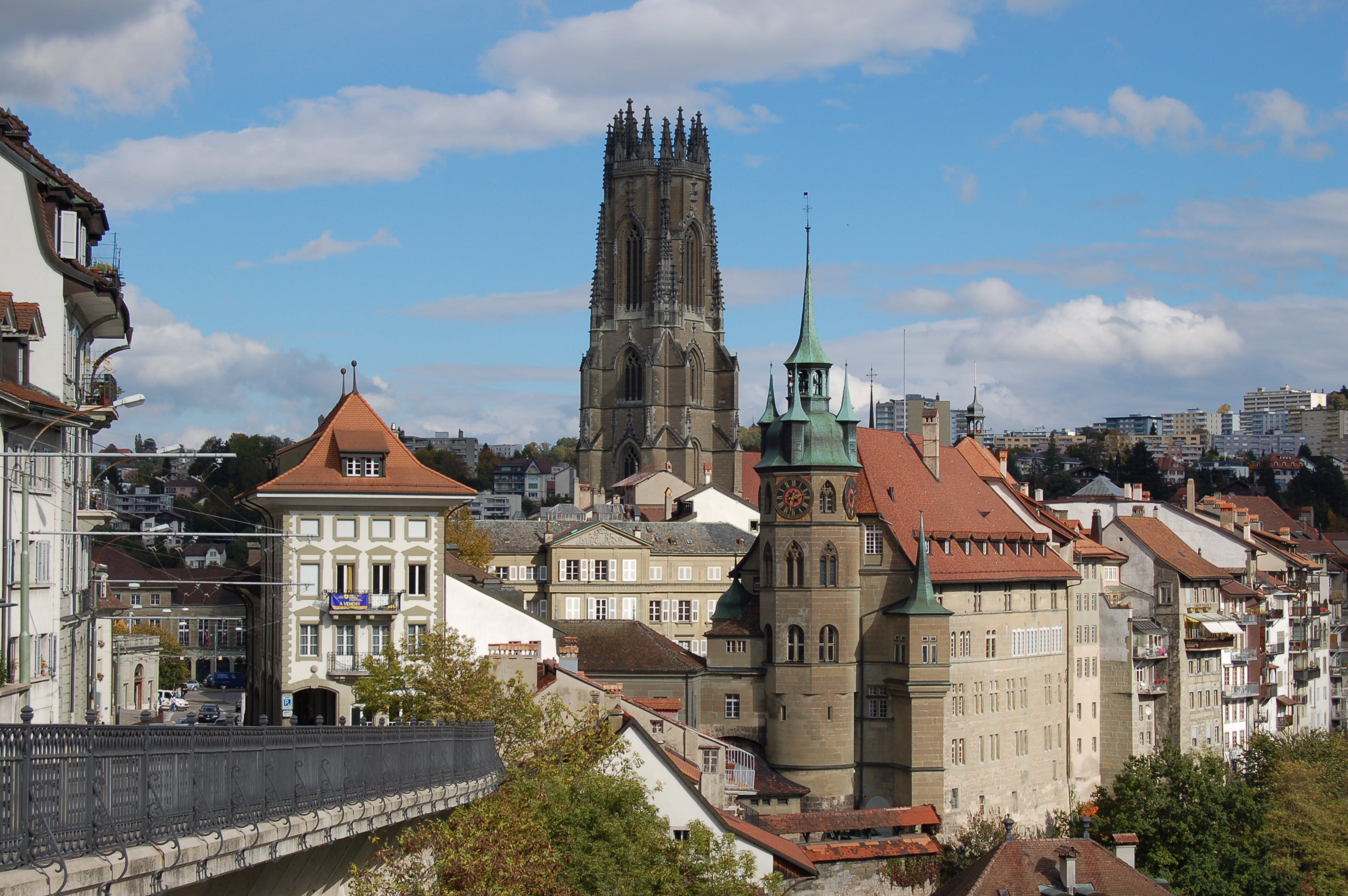
弗里堡

- 法國 吕埃-马尔迈松